# Martial Singher
Martial Jean-Paul Singher (ur. 14 sierpnia 1904 w Oloron-Sainte-Marie, zm. 10 marca 1990 w Santa Barbara w stanie Kalifornia) – francuski śpiewak operowy, baryton.

## Życiorys
Początkowo studiował filologię, następnie odbył studia muzyczne w Konserwatorium Paryskim u André Gressego, zdobywając I nagrodę ze śpiewu (1929) oraz ze śpiewu operowego i operetkowego (1930). W 1930 roku otrzymał Grand Prix Osiris, przyznawaną przez Institut de France. Pobierał też lekcje śpiewu u Juliette Fourestier. Zadebiutował na scenie w 1930 roku w Amsterdamie, wykonując partię Orestesa w Ifigenii na Taurydzie. W latach 1930–1941 związany był z Opéra de Paris, od 1937 roku występował również w Opéra-Comique. Był pierwszym wykonawcą zadedykowanego mu cyklu pieśni Don Quichotte À Dulcinée Maurice’a Ravela (1932). Gościnnie występował w Wielkiej Brytanii, Włoszech, Holandii, Belgii, Szwajcarii, Szwecji, Portugalii i Argentynie.
Po niemieckiej inwazji na Francję w 1940 roku wyemigrował do Stanów Zjednoczonych. Od 1943 roku do końca swojej kariery w 1959 roku związany był z nowojorską Metropolitan Opera. Uczył śpiewu w Marines College of Music w Nowym Jorku (1951–1962), Curtis Institute of Music w Filadelfii (1955–1968) i Music Academy of the West w Santa Barbara (1962–1981). Do grona jego uczniów należeli Donald Gramm, John Reardon, James King, Louis Quilico, Judith Blegen, Benita Valente i Jeannine Altmeyer. Opublikował podręcznik Interpretive Guide to Operatic Arias: A Handbook for Singers, Coaches, Teachers, and Students (1983).
W 1940 roku poślubił Margaretę Busch, córkę dyrygenta Fritza Buscha.